# Florentin Huart
Florentin Joseph Huart (Leuze-en-Hainaut, 6 januari 1850 - Antoing, 14 juni 1932) was een Belgisch volksvertegenwoordiger.

## Levensloop
Huart was onderwijzer en werd gemeentesecretaris. Van 1920 tot 1926 was hij gemeenteraadslid en schepen van Antoing.
In 1925 werd hij verkozen tot socialistisch volksvertegenwoordiger voor het arrondissement Doornik namens de Belgische Werkliedenpartij en vervulde dit mandaat tot in 1929.